# Glower See
Der Glower See gehört zur Gemeinde Friedland im Landkreis Oder-Spree in Brandenburg.

## Geographie
Der See befindet sich südöstlich von Berlin am nordöstlichsten Rand des Spreewaldes in der Niederlausitz. Er gehört zu einer Gruppe mehrerer miteinander verbundener Seen am Ostrand der Beeskower Platte. Im Nordwesten ist der Glower See mit dem Leißnitzsee verbunden, im Südwesten über den sogenannten Hals mit dem Schwielochsee. Alle Seen werden vom Süden Richtung Norden von der Spree durchflossen, sodass auch der Glower See als offizieller Wasserweg überquerbar ist. Das Einzugsgebiet beträgt 5.500 km².
Mit einer Größe von ca. 130 ha gehört er zu den größeren Seen in Brandenburg.

## Geschichte und heutige Nutzung
Der Glower See ist Teil eines zwischen dem Berliner und dem Baruther Urstromtal gelegenen Rinnensystems, das in der Weichsel-Kaltzeit während des großen Eisvorstoßes (Brandenburger Stadium) vor ca. 20.000 Jahren entstand.
Heute wird der See vor allem touristisch genutzt. Er ist ein beliebter Badesee und gehört zum Urlaubs- und Naherholungsgebiet Schwielochsee. Der Glower See bietet Bootsliegepläte und einen Campingplatz am Ostufer.
Des Weiteren wird er fischereilich bewirtschaftet. Hauptsächlich befischt werden Aale, Zander, Hechte, Welse, Karpfen, Plötzen, Bleie und Kaulbarsche.

## Wasserqualität
Die Wasserqualität ist stark von seinem hohen Wasseraustausch geprägt. Gewässerökologische Untersuchungen vom Landesamt für Umwelt, Gesundheit und Verbraucherschutz zeigten hohe Nährstoffgehalte im See auf, die vor allem durch die jahrzehntelange landwirtschaftliche Nutzung des Einzugsgebietes entstanden. Dadurch war die Sichttiefe im Sommer mit einem Meter sehr gering und die Belastung durch Cyanobakterien (früher Blaualgen) war sehr hoch.
Mittlerweile wurden Maßnahmen ergriffen, um die Wasserqualität zu verbessern. Größere Auswirkungen werden sich aber wohl erst in den kommenden Jahren bemerkbar machen.